# Alberto Hoffmann
Alberto Hoffmann (Ijuí, 30 de novembro de 1920 — Porto Alegre, 9 de janeiro de 2014) foi um político brasileiro. Militou no Partido de Representação Popular e no Partido Democrático Social (PDS), atual Partido Progressista (PP).
Atuou como deputado estadual (38ª, 39ª e 41ª legislaturas), deputado federal (1959-1963, 1967-1971, 1971-1975, 1975-1979, 1979-1983) e também senador (1990-1991) pelo Rio Grande do Sul. Foi também secretário de Agricultura, secretário de Economia e secretário de Fazenda do Rio Grande do Sul e ministro do Tribunal de Contas da União.

## Biografia
Alberto Hoffmann era filho do casal Henrique Luiz Hoffmann e Maria Magdalena Bohn Hoffmann, ambos de raízes alemãs, que veio se fixar em Ijuí nos primeiros meses do ano de 1920, aqui fundando a Fazenda Frutífera Ijuiense, obra continuada pelos seus descendentes e que atualmente tem a denominação de Floricultura Hoffmann.
Alberto Hoffmann fez o curso primário na escola municipal do travessão Linha Dois, da professora Dinorah Klever. Depois teve dois anos de aprendizado no Colégio Santo Alberto, dirigido pelos padres palotinos na localidade de Serra Cadeado, hoje município de Augusto Pestana.
Em 1935, como aluno interno, começou a cursar o Ginásio Cristo Redentor, dos irmãos maristas, em Cruz Alta.
Nos anos de 1937 e 1938, em Lajeado, estudou na Escola Técnica de Comércio, também dirigida pelos maristas.
No dia 12 de dezembro de 1938 se formou guarda-livros, profissão que, mais tarde, passou a se denominar contador.
Posteriormente, em Porto Alegre, obteve aprovação e recebeu o diploma de economista em 1959.
Em 14 de fevereiro de 1942 casou-se, em Ijuí, com Adelina Rieger, de cujo matrimônio nasceram os filhos: Ana Maria, Ademar, Alice e Anneliese.
O casal Alberto e Adelina Hoffmann tem sete netos: Fábio Alexander, Christian, Felipe, Leonardo, Luciana, Gabriela e Giovanna. E dois bisnetos: Lucas e Bianca.
Alberto Hoffmann iniciou sua carreira política em 1947, quando com apenas 26 anos de idade, concorreu a prefeito municipal de Ijuí, pela legenda do Partido de Representação Popular (PRP), sendo derrotado por pequena margem de votos pelo candidato do Partido Trabalhista Brasileiro, Joaquim Porto Vilanova.
Nas eleições de 3 de outubro de 1950 foi eleito, pela primeira vez, deputado estadual pela mesma legenda do PRP, tomando posse no dia 15 de março de 1951.
Morreu em Porto Alegre, em 9 de janeiro de 2014, aos 93 anos de idade.
No Dia 9 de setembro de 2014. o Tribunal de Contas da União (TCU), em solenidade no hall do seu edifício sede, em Brasília, prestou homenagens ao jurista Ruy Barbosa e a ministros eméritos, entre os quais está incluído o ijuiense Alberto Hoffmann.
Na ocasião, foram atribuídos aos espaços nobres do TCU as seguintes denominações: Palácio Ruy Barbosa, Museu Ministro Guido Mondin, Sala de Conferências Ministro Bento José Bugarin, Sala de Imprensa Ministro Olavo Drummond e Salão Nobre Ministro Alberto Hoffmann. A solenidade foi presidida pelo presidente do Tribunal, o ministro gaúcho João Augusto Ribeiro Nardes.